# 江苏省沭阳高级中学
江苏省沭阳高级中学（英語：Shuyang High School of Jiangsu Province），简称省沭中、沭中，创办于1922年。学校入选国家级示范高中、江苏省重点中学、江苏省四星级高中，全国课改先进学校、江苏省模范学校、江苏省文明单位。

## 历史
1922年，吴绍矩在清朝怀文书院旧址沭城内西后街创办沭阳县立初级中学，为沭阳第一所新式学堂。
1939年，迁至马厂镇。
1940年，更名为为东灌沭边区中学，迁至灌南县汤沟镇。
1941年，迁至李恒镇徐庙村。
1943年，更名为灌沭中学。
1945年，更名为淮海第三中学、淮海师范，迁至沭城内西后街。
1946年，更名为淮海联合中学。
1947年，更名为淮海第七中学，迁至李恒镇徐庙村。
1948年，更名为淮海中学、淮海第七中学。
1949年，更名为苏北沭阳初级中学，迁至沭城西北首。
1950年，迁至沭城东关现址。
1953年，更名为沭阳县中学。
2000年，更名为江苏省沭阳高级中学。

## 建筑

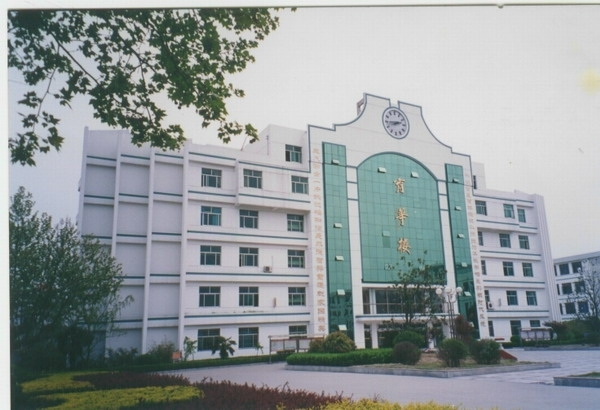
沭阳高级中学育华楼

沭阳高级中学建有科技楼、图书楼、大礼堂、社团活动中心等。印咸书屋位于大礼堂。大礼堂建于1961年，建筑面积约1160平方米，坐南朝北，是沭阳高级中学标志性建筑之一。

## 关系
沭阳高级中学与云南省双柏县第一中学有教育帮扶机制。

## 事件
2025年5月11日（母亲节），江苏省沭阳高级中学一名高一学生姜博锴从校内“光华楼”六层坠亡。姜博锴在校学习成绩优异，在高一期间多次取得年级第一的成绩，因此备受关注。
网络流传的信息称，姜博锴在选科方向上倾向选择理科（物理、化学、生物），但据称校方更希望其转入文科方向，以提升学校在高考顶尖高校录取中的名额表现。此过程中，姜博锴疑似受到多次精神压力和干预，最终选择自杀。
沭阳高级中学是江苏省沭阳县的重点中学之一，据称在当地与另一所学校（江苏省沭阳如东高级中学）长期竞争，每年有若干学生被清华大学、北京大学录取。
网络传言指出，姜博锴所在年级由副校长胡道军及年级主任张钊管理，姜博锴曾在班主任及年级主任的多次劝导或施压下被迫进入文科班，过程引发矛盾。
根据网上不完全信息，姜博锴原本意向就读理科班，但因学校方面希望文科方向增加优生人数，而多次要求其转班。传言称过程中伴随辱骂、体罚甚至利用人际关系施压等手段，姜博锴因此承受较大心理压力。据说在事发当天，姜博锴再次被斥责后，从教学楼六层跳楼身亡。
该事件在网络上引发广泛讨论，部分目击者称姜博锴母亲在校门口公开哭诉，指控学校教师及管理人员导致其子死亡。不过，相关视频及帖文随后在多平台被删除，舆情迅速受限。
有传言称，学校在事后对事件作出了“早恋殉情”定性，并对姜博锴家属进行赔偿及信息封控。也有说法称家属曾被限制自由、遗体被迅速火化，且部分学生或家长因此受到警告或传唤。
目前尚无主流媒体就此事件做出公开报道，网络上流传的细节多为网民爆料，真实性难以完全核实，相关说法也未得到官方正式确认。

事件中涉及的校方管理人员（包括副校长胡道军、年级主任张钊）是否对学生施压，以及是否存在违规体罚，尚无权威结论。
部分网传信息提及校方为封控消息采取极端手段，包括监控、限制家属行动、施压学生等，也未有独立证据支持。
有网络留言称事件背后可能涉及更复杂的人事关系或地方干预，但同样缺乏可核查的来源。

## 著名校友
- 陈家振
- 李德毅
- 张旭初
- 赤布